# Christel Wagner-Watzlawski
Christel Wagner-Watzlawski (* 26. November 1933 in Dortmund; † 27. Juni 2025) war eine deutsche Politikerin der CDU.

## Ausbildung und Beruf
Christel Wagner-Watzlawski absolvierte nach der Volksschule eine Ausbildung als Damenschneiderin, die sie 1952 mit der Gehilfenprüfung beendete. Von 1954 bis 1967 war sie Hausfrau. Sie besuchte die Fachschule für Hauswirtschaftsmeisterinnen und legte 1967 dort die Prüfung ab. Von 1968 bis 1970 übernahm sie die Leitung des Clubs Junger Hausfrauen. Ferner oblag ihr die Leitung von Koch- und Nähkursen bei der Volkshochschule. Von 1972 bis 1973 ließ sich Wagner-Watzlawski beim Arbeitsamt Herford zur Verwaltungsangestellten ausbilden. Danach war sie von 1974 bis 1979 als Vermittlerin beim Arbeitsamt Herford tätig. 1979 wurde sie Ausbilderin beim Berufsbildungswerk Wittekindshof, Bad Oeynhausen.

## Politik
Christel Wagner-Watzlawski war seit 1971 Mitglied der CDU. 
Sie wurde Mitglied des CDU-Kreisvorstandes Minden-Lübbecke und stellvertretende Landesvorsitzende der CDU-Frauenvereinigung Nordrhein-Westfalen. Ihre weiteren politischen Ämter: Stellvertretende Bezirksvorsitzende der CDU-Frauenvereinigung Ostwestfalen-Lippe, Mitglied des Kreisvorstandes der CDU-Frauenvereinigung sowie Vorsitzende der CDU-Frauenvereinigung des Gemeindeverbandes Hüllhorst. Christel Wagner-Watzlawski war auch als stellvertretende Kreisvorsitzende und stellvertretende Schriftführerin im Bezirk Ostwestfalen-Lippe der Christlich Demokratischen Arbeitnehmerschaft (CDA) tätig. Seit 1975 war sie Mitglied des Reichsbundes der Kriegsopfer, Behinderten, Sozialrentner und Hinterbliebenen e.V., Landesverband NRW. Sie fungierte als Mitglied des Sozialpolitischen Ausschusses des Landesverbandes NRW, Mitglied des Sozialausschusses der EKfW und Mitglied des Kreisvorstandes, Kreis Lübbecke. Seit 1978 war sie Mitglied der Gewerkschaft ÖTV.
Christel Wagner-Watzlawski war vom 29. Mai 1980 bis zum 29. Mai 1985 Mitglied des 9. Landtages von Nordrhein-Westfalen, in den sie über die Landesliste einzog.